# 甲基丙烯酸缩水甘油酯
甲基丙烯酸缩水甘油酯（英語：Glycidyl methacrylate，缩写GMA）是一种有机化合物，分子式C7H10O3，是甲基丙烯酸与缩水甘油形成的酯，是陶氏化工用于制造高分子环氧树脂共聚物的常用单体。